# Castell de Viliella
El Castell de Viliella és un edifici de Lles de Cerdanya (Baixa Cerdanya) declarada Bé Cultural d'Interès Nacional.

## Descripció
El castell de Viliella se situaria en el Tossal dels Moros. De l'estructura de la torre només són visibles un amuntegament de pedres mitjanes caigudes cap al vessant nord. Al voltant es conserven tancats de pedra que podrien estar-hi relacionats.

## Història
El castell fou termenat. Va ser documentat el 1344.